# Епархия Жужуя
Епархия Жужуя (лат. Dioecesis Iuiuyensis) — епархия Римско-Католической церкви с центром в городе Сан-Сальвадор-де-Жужуй, Аргентина. Епархия Жужуя входит в митрополию Сальты. Кафедральным собором епархии Жужуя является церковь Святейшего Спасителя.

## История
20 апреля 1934 года Римский папа Пий XI выпустил буллу «Argentinae nationis», которой епархия Жужуя была выделена из епархии Сальты.
8 сентября 1969 года епархия Жужуя передала часть своей территории для образования новой территориальной прелатуры Умауаки.

## Ординарии епархии
- епископ Энрике Хосе Мюн S.V.D. (13.09.1934 — 9.08.1965);
- епископ Хосе Мигель Медина (исп. José Miguel Medina) (8.09.1965 — 7.07.1983);
- епископ Рауль Арсенио Касадо (исп. Raúl Arsenio Casado) (7.07.1983 — 15.06.1994), назначен архиепископом Тукумана;
- епископ Марселино Палентини (исп. Marcelino Palentini) S.C.I. (11.07.1995 — † 18.09.2011);
- епископ Сесар Даниэль Фернандес (исп. César Daniel Fernández) (7.06.2012 — по настоящее время).

## Источник
- Annuario Pontificio, Libreria Editrice Vaticana, Città del Vaticano, 2003, ISBN 88-209-7422-3
- Булла Nobilis Argentinae nationis, AAS 27 (1935), стр. 257 (лат.)